# Winfield Township (New Jersey)
Winfield Township ist ein Township im Union County des Bundesstaats New Jersey in den USA. Das U.S. Census Bureau ermittelte bei der Volkszählung 2020 eine Einwohnerzahl von 1423.

## Geographie
Nach den Angaben des United States Census Bureaus hat die Stadt eine Gesamtfläche von 0,5 km², wobei keine Wasserflächen miteinberechnet sind.

## Demographie
Nach der Volkszählung von 2000 gibt es 1.514 Menschen, 694 Haushalte und 394 Familien in der Stadt. Die Bevölkerungsdichte beträgt 3.247,5 Einwohner pro km². 96,96 % der Bevölkerung sind Weiße, 0,33 % Afroamerikaner, 0,20 % amerikanische Ureinwohner, 0,13 % Asiaten, 0,07 % pazifische Insulaner, 0,66 % anderer Herkunft und 1,65 % Mischlinge. 2,44 % sind Latinos unterschiedlicher Abstammung.
Von den 694 Haushalten haben 25,6 % Kinder unter 18 Jahre. 40,9 % davon sind verheiratete, zusammenlebende Paare, 13,8 % sind alleinerziehende Mütter, 43,1 % sind keine Familien, 38,3 % bestehen aus Singlehaushalten und in 17,6 % Menschen sind älter als 65. Die Durchschnittshaushaltsgröße beträgt 2,18, die Durchschnittsfamiliengröße 2,92.
20,9 % der Bevölkerung sind unter 18 Jahre alt, 5,9 % zwischen 18 und 24, 32,6 % zwischen 25 und 44, 24,7 % zwischen 45 und 64, 15,9 % älter als 65. Das Durchschnittsalter beträgt 39 Jahre. Das Verhältnis Frauen zu Männer beträgt 100:84,0, für Menschen älter als 18 Jahre beträgt das Verhältnis 100:79,1.
Das jährliche Durchschnittseinkommen der Haushalte beträgt 37.000 USD, das Durchschnittseinkommen der Familien 47.167 USD. Männer haben ein Durchschnittseinkommen von 41.133 USD, Frauen 30.139 USD. Der Prokopfeinkommen der Stadt beträgt 21.565 USD. 7,5 % der Bevölkerung und 2,8 % der Familien leben unterhalb der Armutsgrenze, davon sind 5,7 % Kinder oder Jugendliche jünger als 18 Jahre und 7,3 % der Menschen sind älter als 65.